# Canção Nova
Canção Nova é uma comunidade católica brasileira fundada pelo Monsenhor Jonas Abib no ano de 1978, seguindo as linhas da Renovação Carismática Católica. Com sede na cidade de Cachoeira Paulista (SP), ocupa uma área de 372 mil m² e conta com sistema de rádio e televisão de longo alcance, estendendo-se a outros países como Portugal, Itália, Israel, França e Paraguai.

## História
Há quatro décadas (1976) quando Dom Antônio Afonso de Miranda, bispo emérito de Taubaté, disse ao então Padre Jonas Abib: "Já que você trabalha com jovens, comece com os jovens que é mais fácil”,  fala esta entendida por este sacerdote como chamado de Deus e que alavancou os primeiros membros e continua se intensificando cada vez mais atualmente. Em 1968, começaram os primeiros encontros com os jovens, e a partir de 1972, começaram as experiências de oração no Espírito Santo, em Lorena visando primeiro encontro pessoal com Cristo e o batismo no Espírito Santo, surgindo a necessidade e um recinto com estrutura e adequado para tais encontros,foi quando na cidade de Areias (SP) encontraram uma fazenda que instituiu o nascimento da Associação Canção Nova, após dois anos, começava a ser construída a primeira Casa de Missão na cidade vizinha de Queluz, que foi batizada de “Canção Nova - a Casa de Maria”.
No mês de junho de 1976 realizou-se o primeiro encontro para moças, chamado de Maranathá de moças, ministrado por Dom Antônio Afonso de Miranda, então bispo de Lorena, nascendo assim as bases evangelizadoras da Canção Nova, tendo Padre Jonas que comparecer ao escritório episcopal, onde recebeu a missão de colocar em prática a Exortação Apostólica “Evangelii Nuntiandi”: Evangelização no Mundo Contemporâneo, assinado pelo Papa Paulo VI em 8 de dezembro e publicado em 21 de dezembro de 1975.No ano seguinte a 1977, Pe. Jonas através de um curso de catequese voltada para os jovens, se transformando em encontros chamados de “Catecumenatos” ultrapassava os limites, atraindo os pais desta juventude que percebiam a transformação de seus filhos  e despertavam-lhes o desejo deste "algo novo", acontecendo fidedignamente o que versava no documento apresentado pelo bispo anteriormente mencionado: “(…) Tocados pela graça, descobrem pouco a pouco o rosto de Cristo e experimentaram a necessidade de a Ele se entregar” (EN, n. 44).
Tempos depois Padre Jonas foi além, resolveu  iniciar um “Catecumenato” interno, só que os jovens teriam que deixar família, a casa e os estudos para se entregarem ao Espírito Santo e os primeiros a serem convidados a este desafio foram os jovens de Queluz e apenas 12 aceitaram, então em 2 de fevereiro de 1978 iniciava a Comunidade Canção Nova.Ousando cada vez mais Pe.Jonas continuou seguindo outro capítulo do documento pontifício: “Em nosso século tão marcado pelos mass media, ou meios de comunicação social, o primeiro anúncio, a catequese ou o aprofundamento interior da fé, não pode deixar de se servir desses meios conforme já tivemos ocasião de acentuar. Postos ao serviço do Evangelho, tais meios são suscetíveis de ampliar, quase até o infinito, o campo para poder ser ouvida a Palavra de Deus e fazer com que a Boa Nova chegue a milhões de pessoas. A Igreja se sentiria culpável diante de Seu Senhor se ela não lançasse mão desses meios potentes que a inteligência humana torna cada dia mais aperfeiçoados. É servindo-se deles que ‘apregoa sobre os terraços’ a mensagem de que ela é depositária. Neles encontra uma versão moderna e eficaz do púlpito. Graças a eles consegue falar às multidões” (EN, n.45).
Após o retiro de carnaval de 1979,chamado de "Rebanhão", realizado na cidade de Cruzeiro, deu início a construção de quatro Casas de Missão em Cachoeira Paulista, mesmo sabendo receberam por doação apenas uma faixa do terreno, sendo edificado apenas um sobrado. Depois de inúmeras conquistas,Jonas Abib, agora monsenhor, declarou: “Cachoeira Paulista é o lugar onde Deus nos colocou para viver de maneira privilegiada a missão de evangelizar. Realizar essa evangelização pelos meios de comunicação: a mídia”, conclui monsenhor Jonas.
Em 3 de novembro de 2008 a Canção Nova alcançou o Reconhecimento Pontifício, recebendo aprovação dos seus estatutos junto a Santa Sé e nesta data estavam presentes em Roma, o fundador da comunidade católica, monsenhor Jonas Abib juntamente com os cofundadores, Luzia Santiago e seu esposo Wellington Jardim; cercado por dezenas de missionários, amigos e bispos brasileiros, celebraram o “sim” da Igreja para que a missão desta Obra de Evangelização se espalhe pelo mundo.

## Evangelização
A Comunidade Canção Nova é um dos maiores sistemas de comunicação social para a Evangelização Católica no Mundo. Além de possuir várias emissoras de rádio espalhadas pelo Brasil, conta com uma emissora de TV que pode ser sintonizada em algumas cidades por UHF e HDTV, e em todo o território nacional via satélite, além de estar presente no line up das principais operadoras de tv paga do Brasil.
A Canção Nova promove eventos em todo o Brasil, como shows, retiros, encontros, acampamentos de oração, e tem também uma linha de produtos diversificada: livros, CDs, DVDs, LPO, vídeos, vestuário, entre outras coisas.

## Estrutura

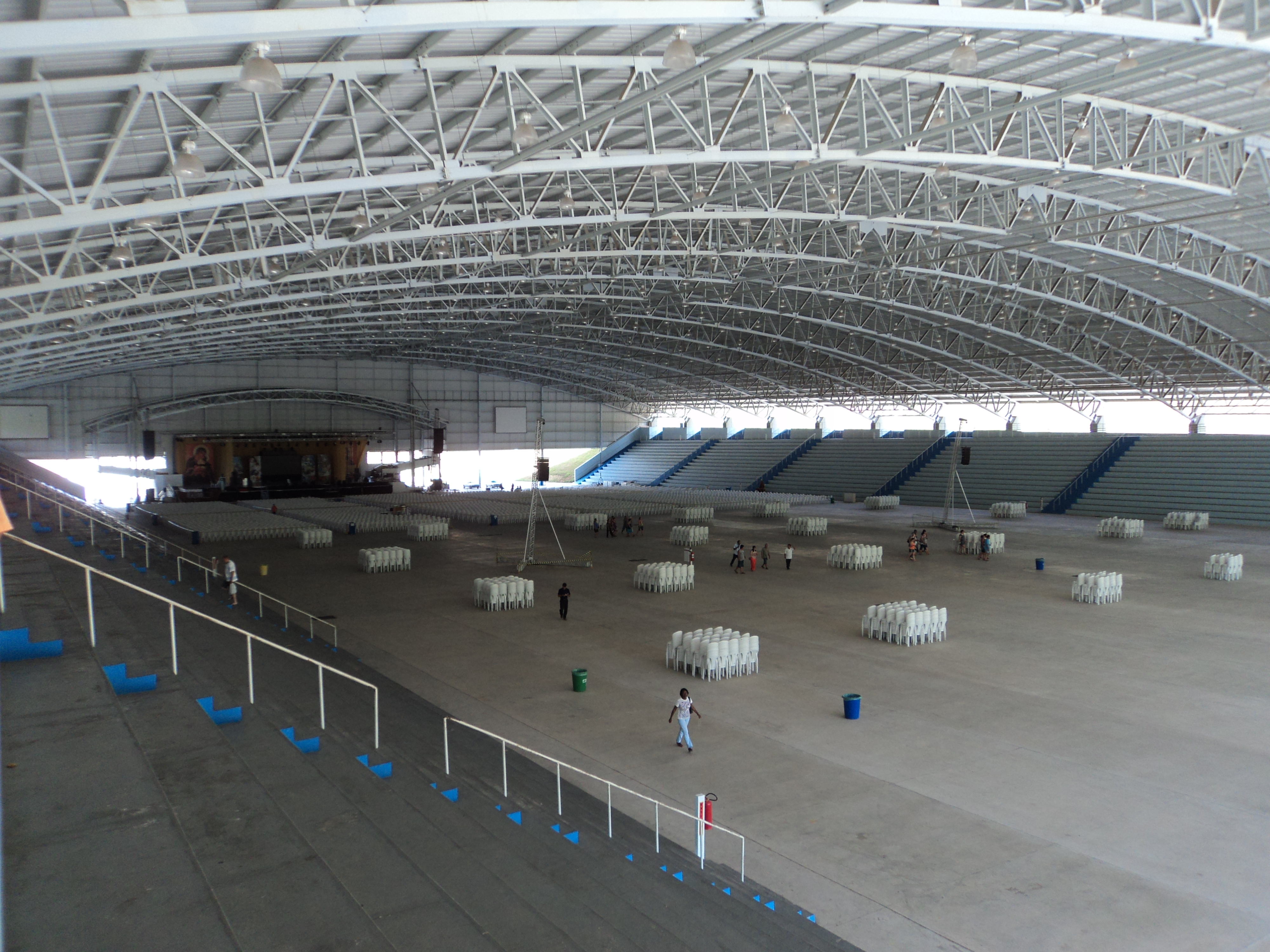
Interior do Centro de Evangelização Dom João Hipólito de Moraes

A Canção Nova conta com um estádio coberto em sua sede, o Centro de Evangelização Dom João Hipólito de Moraes, com capacidade para receber cerca 80 mil pessoas. É um dos maiores espaços cobertos para a realização de eventos católicos da América Latina.
Há ainda o Rincão do Meu Senhor, para 5 mil pessoas e com uma área de 1 815 m2  e o Auditório São Paulo, para 580 pessoas, com uma área de 1 400 m².
A sede também abriga capelas, posto médico, escola, restaurante, padaria, lanchonete, postos bancários, lojas de artigos religiosos, pousada, área de camping, prédios administrativos e obras sociais.
A média de acampamentos é 18 por ano – sem contar com os Kairos  aos domingos e as Quintas-feiras de Adoração. Este 'pedacinho do céu' (como é carinhosamente chamado pela comunidade Canção Nova) recebe em torno de 550 mil peregrinos anualmente.

## Frentes de Missão
A Canção Nova possui 6 Frentes de Missão no exterior, sendo elas: Toulon na França, Roma na Itália, Jerusalém em Israel, Fátima em Portugal, Assunção no Paraguai e nos Estados Unidos.
Com suas diversas casas no Brasil e algumas no exterior, evangelizam por meio de eventos, peregrinações e da mídia católica, juntando ao redor de si também grupos de pessoas que participam de suas atividades e de seus grupos de oração.

## Sistema Canção Nova de Comunicação

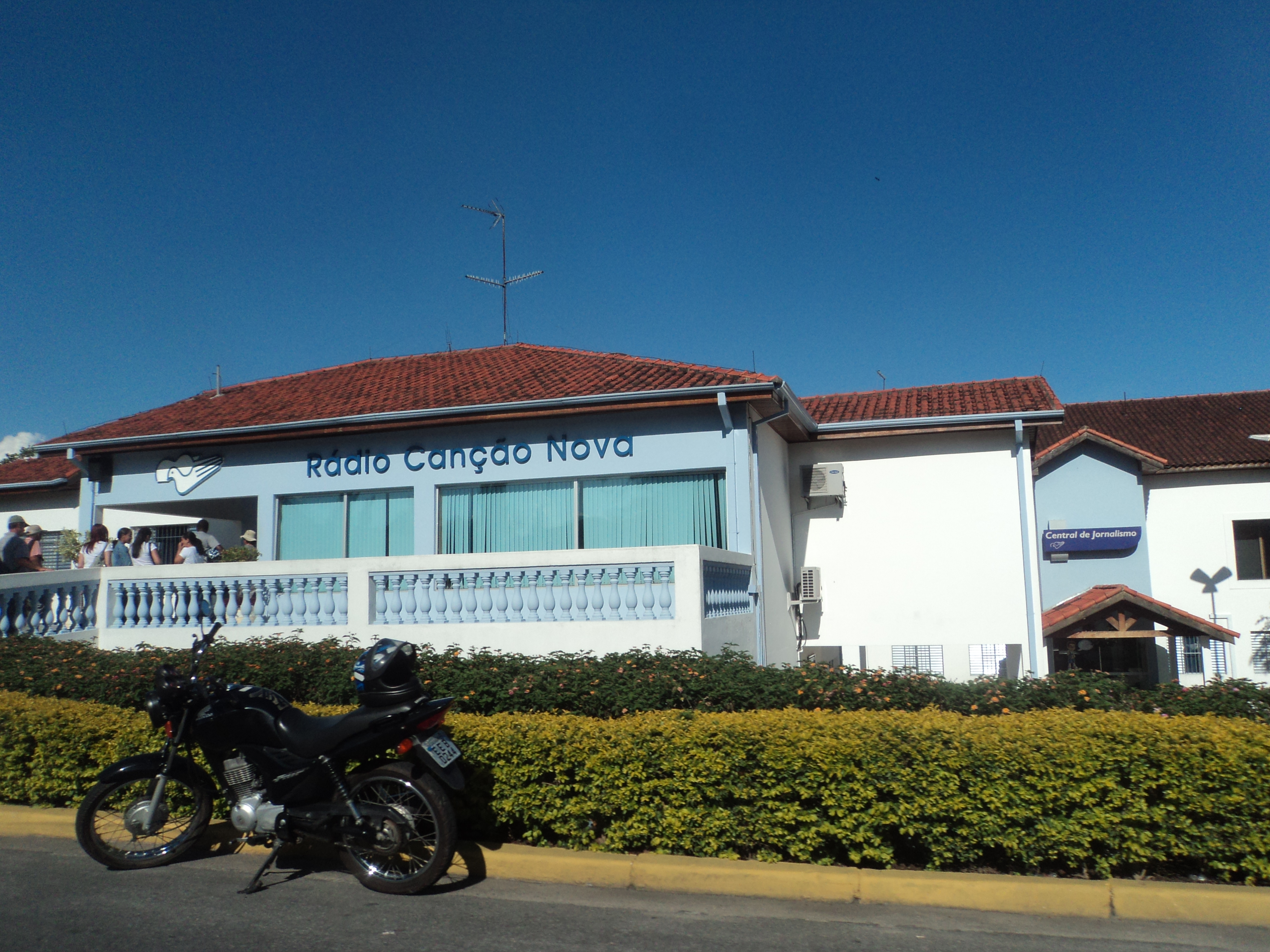
Sede da Rádio Canção Nova.

O Sistema Canção Nova de Telecomunicação atua nos três meios de telecomunicações, que são: rádio, TV e Internet, além de uma editora.

### Mídia
Transmitem em sua televisão, retransmissoras, rádios, e pela Internet 24 horas de programação voltada à doutrinação católica. Em especial, os seus encontros e momentos de oração diários que acontecem em sua sede. Nos demais horários de suas emissoras, transmitem apenas programas de doutrinação, tendo ainda alguns outros indiretamente voltados ou embasados neste intuito. O sistema é mantido sem propagandas comerciais, contando com doações espontâneas, das Campanhas dos Ouvintes e venda de produtos ligados à marca "Canção Nova", através do DAVI-Departamento de Áudio Visual.

### Editorial

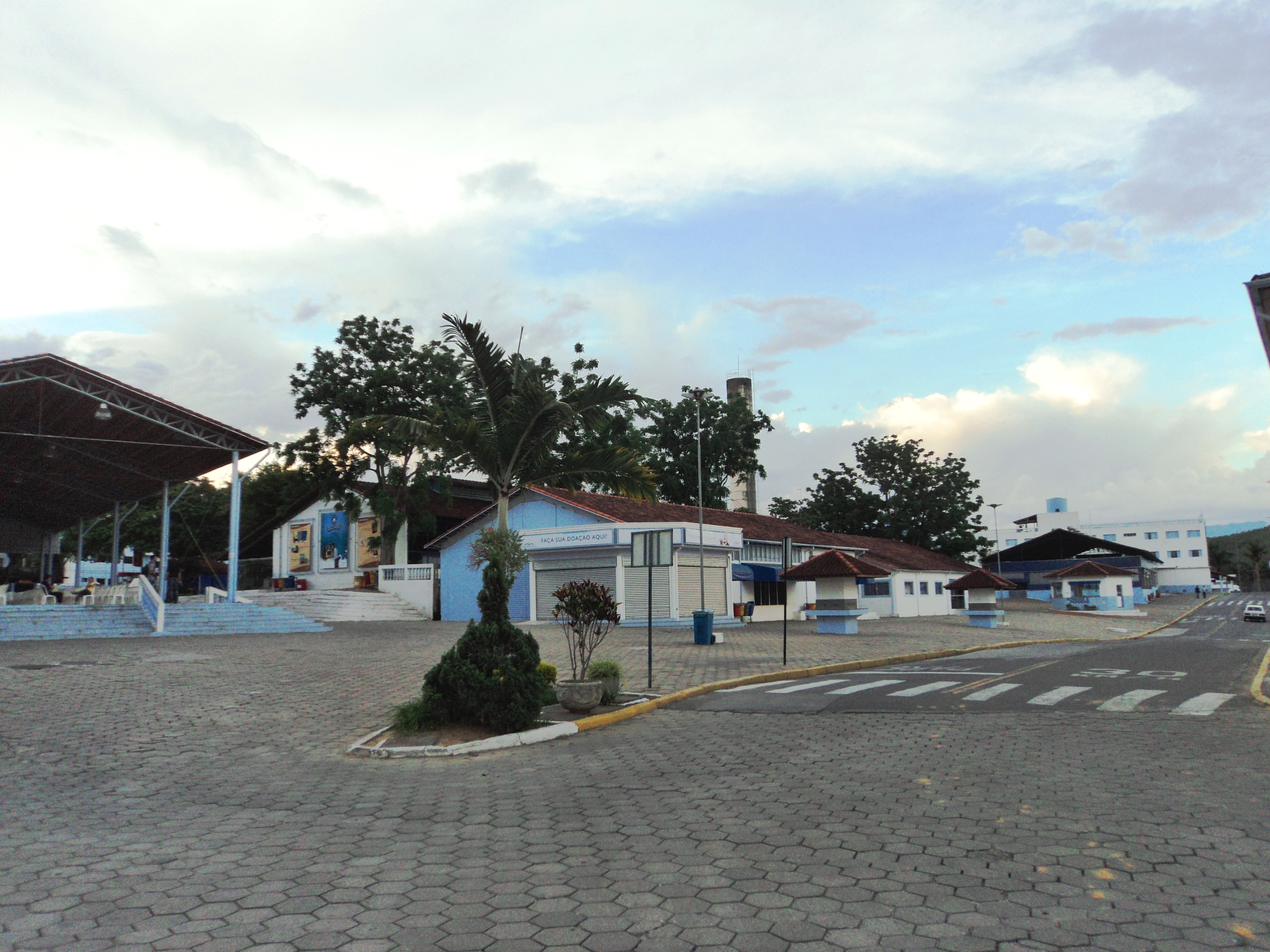
Interior da Canção Nova

A Canção Nova também está há quinze anos no mercado editorial e conta com mais de cem títulos entre publicações nas áreas de religiosidade católica (obras devocionais, oracionais e de formação), livros infanto-juvenis e biográficos. A Editora Canção Nova já conquistou importantes marcas de vendas: "A Bíblia foi escrita para você" e "Sim, sim! Não, não!", ambos os livros do Monsenhor Jonas Abib, fundador da Comunidade Canção Nova, venderam, juntos, quase um milhão de cópias[carece de fontes?].
Além disso, várias obras foram traduzidas para o inglês e o espanhol e comercializadas em diversos outros países, como Estados Unidos, Itália, Filipinas e toda a América Latina [carece de fontes?]. Dentre seus principais autores estão: Mons. Jonas Abib, Padre Léo, Gabriel Chalita, Myrian Rios, Prof. Felipe Aquino, Padre Fábio de Melo, Dr. Roque Marcos Savioli, Prado Flores, Padre Rufus, Dom Alberto Taveira Corrêa, Oadre Adriano Zandoná e Luzia Santiago.

### Música
Uma das ferramentas da Canção Nova para evangelizar é a música. A comunidade posssui uma gravadora de música que leva o mesmo nome. Salette Ferreira, Diácono Nelsinho Corrêa, Rogerinha, Juliana de Paula, Thiago Tomé, Pitter de Laura, Emanuel Stênio e Márcio Todeschini são alguns dos cantores. Entre os integrantes do ministério de música, estão Brais Oss, Rinaldo e o maestro Sapo.
.
O próprio Monsenhor Jonas Abib é também um dos evangelizadores católicos através da música cristã na Canção Nova.

### Clube da Evangelização
Antes, a comunicação com as pessoas que ajudam a comunidade católica por meio de doações era realizada pelo Clube do Ouvinte. Mas o Sistema Canção Nova de Comunicação cresceu e, além dos ouvintes da rádio - primeiro veículo de evangelização da Canção Nova-, hoje, ela também atinge os telespectadores, pela TV Canção Nova; e os internautas, pelo Portal Canção Nova.
Há anos se pensava num novo nome que abrangesse esse universo maior de atuação. Após muito discernimento e oração, se chegou a um nome "global": Clube da Evangelização, que reflete melhor a realidade forte e ativa de todos os sócios.

## Centros de Evangelização

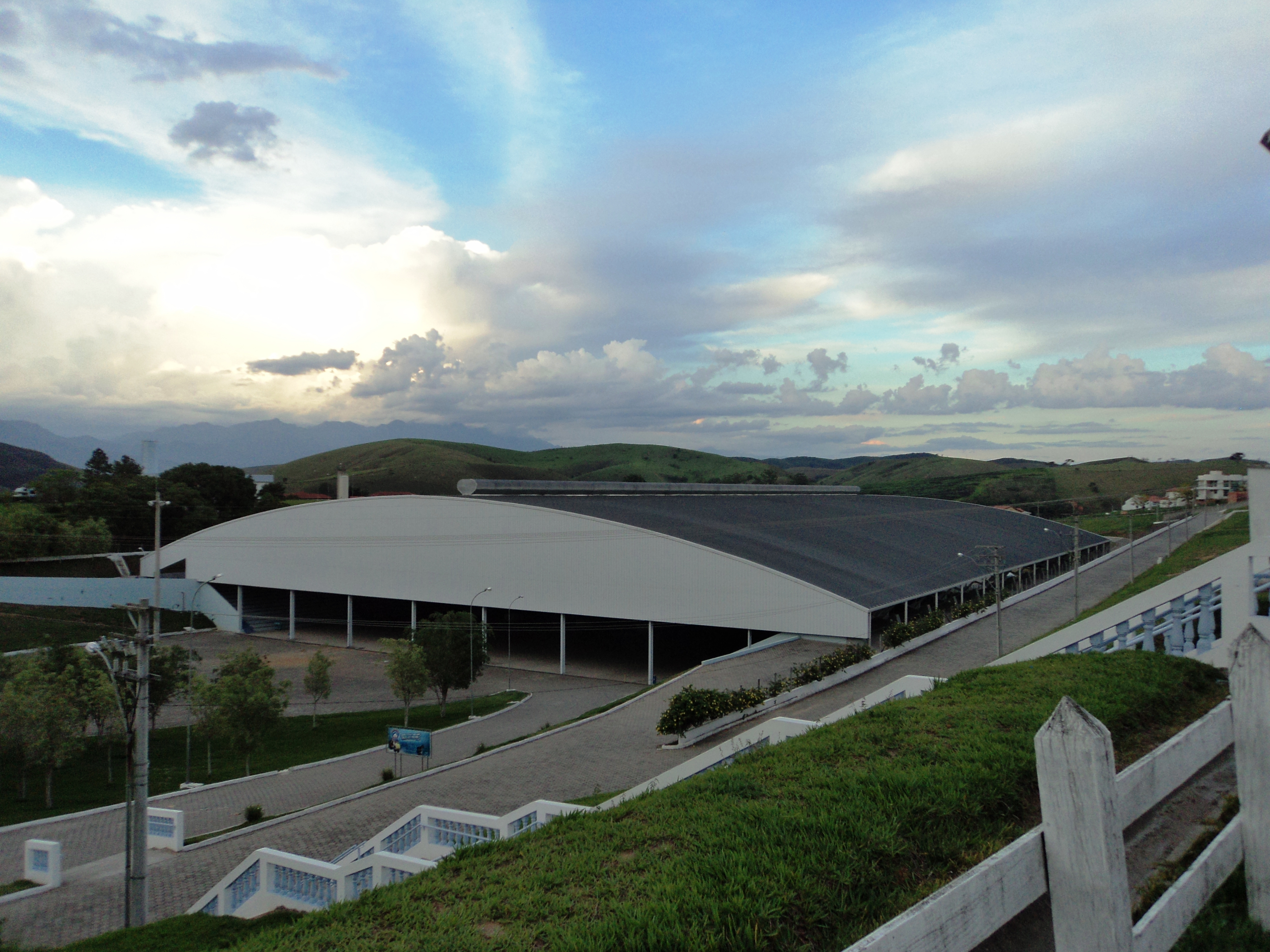
Vista externa do Centro de Evangelização Dom João Hipólito de Moraes

A Canção Nova tem sua sede na Chácara Santa Cruz em Cachoeira Paulista, conta com dois espaços para realização de eventos, sendo o Rincão e o Centro da Evangelização Dom João Hipólito de Moraes. O DAVI-Departamento de Áudio Visual que funciona como um centro de distribuição de todos os produto da Canção Nova. A exemplo de ordens católicas e de outras religiões, a comunidade "Canção Nova" conta com a contribuição de fiéis, através de doações de modo geral. Estima-se que a comunidade movimente ao mês cerca de 15 milhões de reais. Esse dinheiro e originário de doações espontâneas Campanhas dos Ouvintes. A venda de produtos ligados à imagem da "Canção Nova" também é apontada como grande fonte de receita. Entre os principais produtos comercializados estão bíblias, DVDs, CDs, camisetas, livros e imagens de santos.

### Rincão
Há um grande espaço para reunião de fiéis, conhecido como Centro de Evangelização Dom João Hipólito de Moraes, um dos maiores espaços cobertos para a realização de eventos católicos da América Latina, com capacidade para 80 mil pessoas; sua Infraestrutura é totalmente inovadora para proporcionar aos peregrinos um local totalmente propício para uma experiência pessoal com Jesus. Existe também atrás do Centro de Evangelização uma praça de alimentação, caixas eletrônicos, estacionamento e banheiros. O Centro de Evangelização é usado para encontros de grande porte de nível nacional e internacional.

### Santuário do Pai das Misericórdias

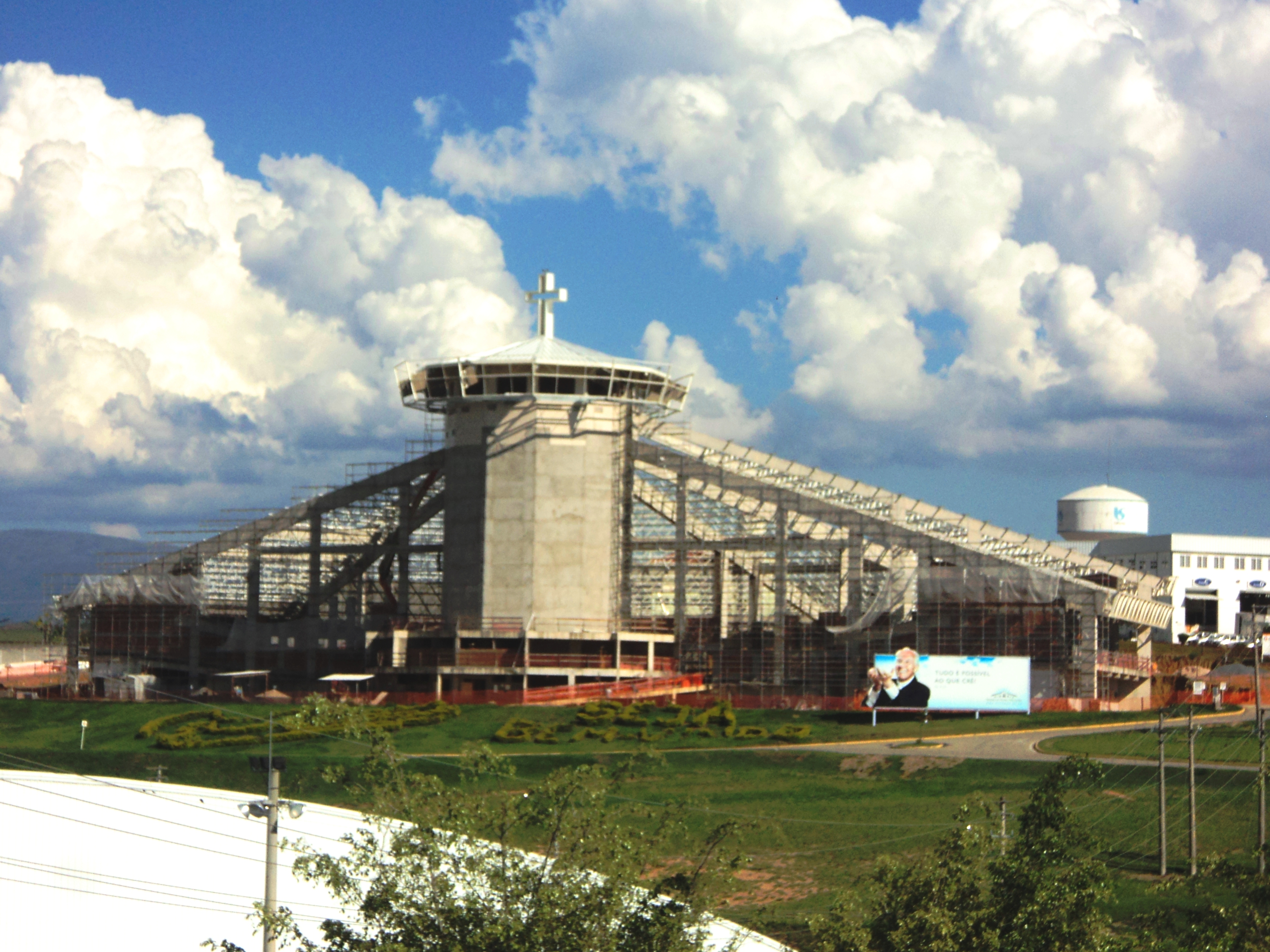
Construção do Santuário Pai das Misericórdias, em dezembro de 2011.

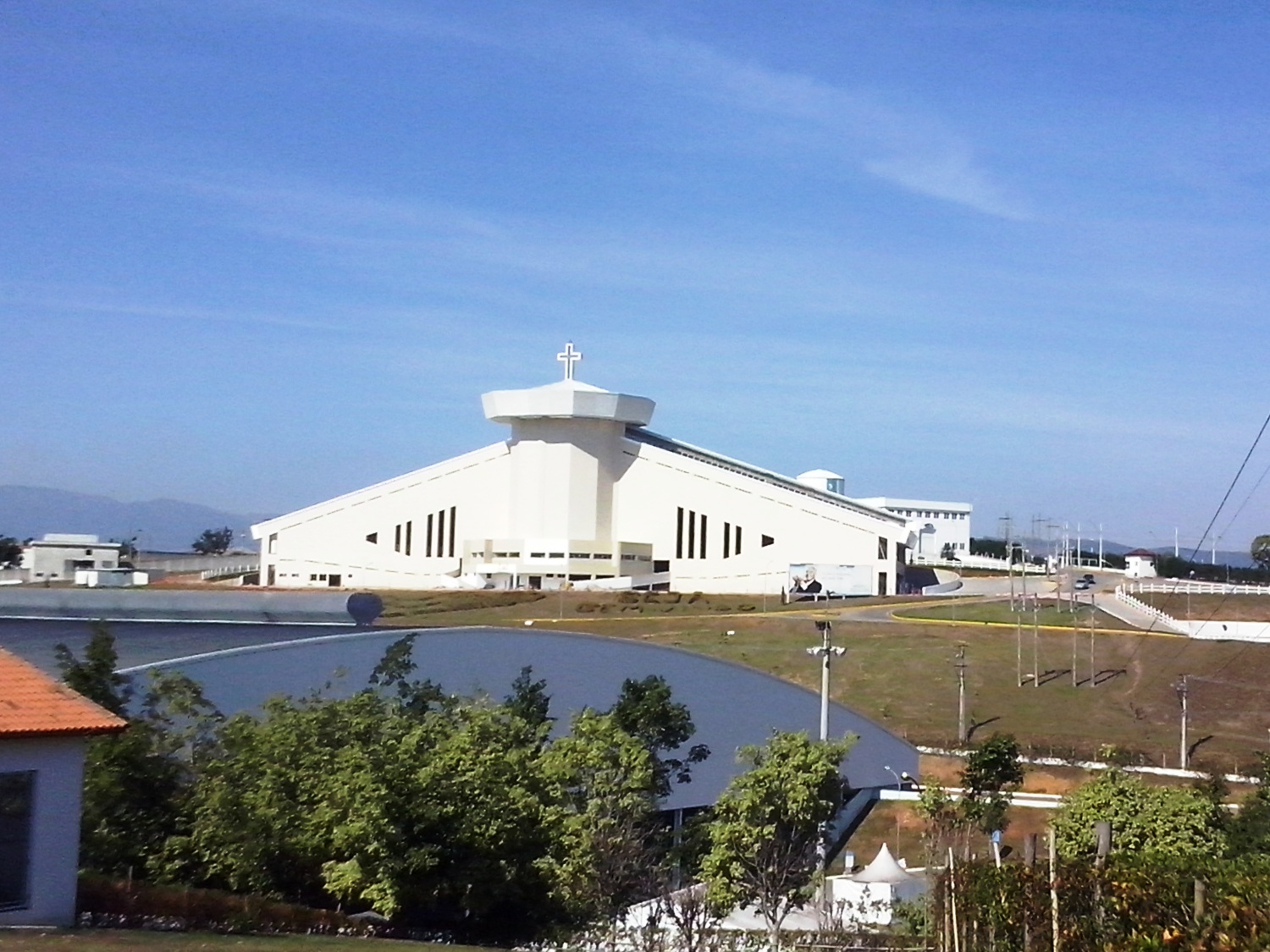
Vista do Santuário Pai das Misericórdias em junho de 2014.

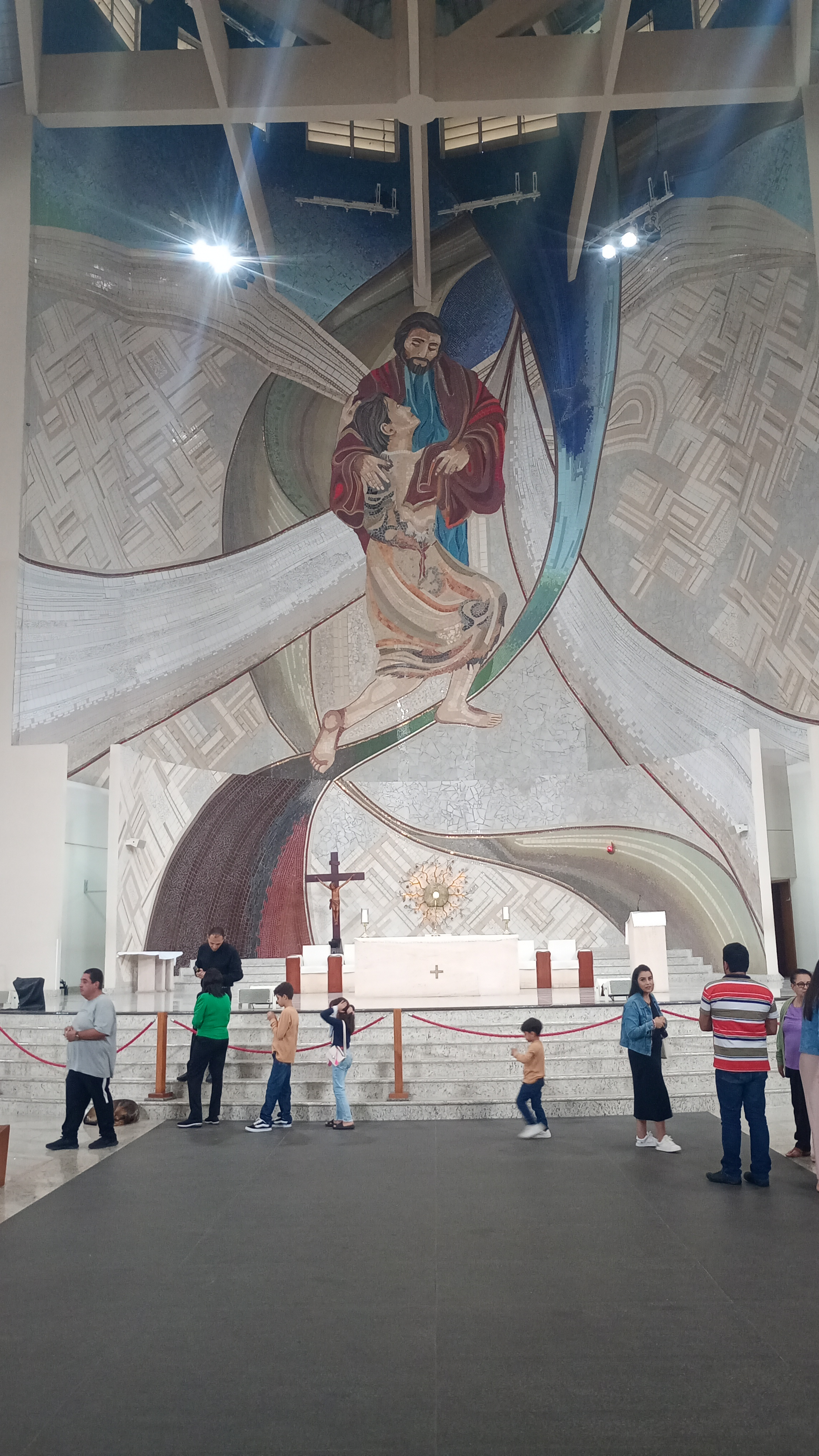
Vista interna do altar do Santuário Pai das Misericórdias.

No ano de 2008, foi dado o início para obras de um santuário na sede da Canção Nova em Cachoeira Paulista. O objetivo do Santuário do Pai das Misericórdias é acolher da melhor forma possível os peregrinos que vêm à Canção Nova buscar uma experiência profunda com Deus por meio dos eventos de oração realizados na comunidade. O local foi projetado para comportar cerca de 10 mil pessoas e também vai contar com um capela de adoração permanente, visando atender confissões e fazer orações, além de banheiros. A área construída é de aproximadamente 6.260 m².
O título de Santuário foi oficializado em dezembro de 2012 por Dom Benedito Beni, Bispo da Diocese de Lorena.
Houve em 5 de dezembro de 2014 a cerimônia de dedicação do Santuário, como parte das homenagens aos cinquenta anos de sacerdócio do Monsenhor Jonas Abib, cuja ordenação presbiterial foi em 8 de dezembro de 1964.

### Hosana Brasil
O evento teve sua origem em 2004, quando foi finalizada a construção do Centro de Evangelização Dom João Hipólito de Moraes. A intenção era criar um acampamento diferente para inaugurar o local e agradecer a Deus por esta grande vitória alcançada pela Comunidade Canção Nova, que só foi possível graças a doação em ouro feita espontaneamente por milhares de pessoas.
A Fundação João Paulo II – mantenedora do Sistema Canção Nova de Comunicação – fez um concurso entre os colaboradores para a escolha do nome do evento, que seria realizado em comemoração à inauguração do Centro de Evangelização.
O ganhador foi Eugênio Jorge, que é ministro de música e fundador da missão Mensagem Brasil. Ele sugeriu esse nome por acreditar que o “Novo Rincão” – como também é conhecido o local – seria o lugar de onde se elevam louvores sem cessar aos céus por intermédio dos filhos de Deus: “Hosana Brasil!, pois se o nosso louvor cessar, as pedras clamarão” (cf. Lucas 19:40).
O acampamento é o maior evento realizado pela Canção Nova. Em sua primeira edição, reuniu aproximadamente 200 mil pessoas[carece de fontes?] e, a cada ano, outras milhares vêm de todas as partes do mundo.